# Епархия Палаи
Епархия Палаи (лат. Eparchia Palaiensis) — епархия Сиро-малабарской католической церкви c центром в городе Палаи, Индия. Епархия Палаи входит в митрополию Чанганачерри. Кафедральным собором епархии Палаи является церковь святого Фомы.

## История
25 июля 1950 года Римский папа Пий XII издал буллу Quo Ecclesiarum, которой учредил епархию Палаи, выделив её из архиепархии Чанганачерри. В этот же день епархия Палаи вошла в митрополию Эрнакулама (сегодня — Архиепархия Эрнакулам — Ангамали).
29 июля 1956 года епархия Палаи вошла в митрополию Чанганачерри.

## Ординарии епархии
- епископ Sebastian Vayalil (25.07.1950 — 21.11.1986);
- епископ Joseph Pallikaparampil (6.02.1981 — 18.03.2004);
- епископ Joseph Kallarangatt (18.03.2004 — по настоящее время).

## Источник
- Annuario Pontificio, Ватикан, 2007
- Булла Quo Ecclesiarum, AAS 43 (1951), стр. 147  (лат.)